# Ian Hacking
Pour les articles homonymes, voir Hacking (homonymie).
Ian Hacking, né le 18 février 1936 à Vancouver (Colombie-Britannique) et mort le 10 mai 2023, est un épistémologue et philosophe des sciences canadien.

## Biographie
Formé à l'université de la Colombie-Britannique puis à Cambridge, Ian MacDougall Hacking a enseigné notamment à Cambridge, Stanford et à l'université de la Colombie-Britannique. Nommé professeur à l’Université de Toronto en 1982, il a également été professeur au Collège de France, titulaire de la chaire de Philosophie et histoire des concepts scientifiques de 2000 à 2006.

## Travaux
Ian Hacking a apporté d'importantes contributions dans des domaines variés : philosophie du langage, philosophie et histoire de la physique, de la logique, des statistiques et des probabilités, philosophie et histoire de la psychologie et de la psychiatrie. Il s’intéresse également aux « styles de raisonnement », en cela inspiré par Alistair Crombie, :
1. Les mathématiques avec une méthode par postulats et dérivation des conséquences. Il y distingue le style géométrique et le style combinatoire.
2. Le style du laboratoire (né au XVIIe siècle) qu’il étudie dans Concevoir et expérimenter. Pour Hacking, la philosophie des sciences, loin de se cantonner aux théories qui représentent le monde, doit aussi analyser les pratiques scientifiques qui le transforment.
3. Le style galiléen avec la construction hypothétique de modèles analogiques.
4. Le style taxonomique de mise en ordre du divers par la comparaison. Ce qui inclut la classification : en sciences humaines, le fait de classer les individus influence leur comportement et modifie la classification par un effet de boucle ce qui n’est pas le cas en sciences naturelles. Des études de cas sur les enfants maltraités ou les malades mentaux, dans L’Âme réécrite et Les Fous voyageurs, viennent étayer cette affirmation. (Entre science et réalité : La construction sociale de quoi ?).
5. Le style des statistiques et des probabilités (nées au XVIIe siècle) dont Hacking montre la place croissante dans les sciences, qui renoncent dans bien des disciplines au déterminisme, et dans la vie quotidienne (L'Émergence de la probabilité[6]).
6. Le style historico-génétique.

Influencé par les discussions concernant notamment les travaux de Thomas Kuhn, Imre Lakatos, Paul Feyerabend, Ian Hacking est connu pour son approche historique en philosophie des sciences. La quatrième édition (2010) du livre de 1975 Contre la méthode de Feyerabend et la cinquième édition anniversaire (2012) de La structure des révolutions scientifiques de Kuhn intègrent des introductions de Ian Hacking. Hacking est parfois rattaché à l'École de Stanford en philosophie des sciences, qui comprend aussi John Dupré, Nancy Cartwright et Peter Galison. Il se reconnaît lui-même comme un philosophe analytique de Cambridge.
Ian Hacking a défendu une forme de réalisme en science, « le réalisme des entités », cela à partir de critères pragmatiques : l'électron est réel parce que l'être humain l'emploie pour faire se produire certaines choses. Cette conception tend à une position réaliste à propos des entités postulées par les sciences naturelles, mais une position sceptique à propos des théories scientifiques. Hacking a aussi été attentif aux pratiques expérimentales et techniques de la science et à leur relative autonomie par rapport à la théorie. En ce sens, la pensée de Hacking reconsidère l'approche historique, comme par exemple celle de Kuhn, trop fortement concentré sur les théories.
Dans ses travaux plus tardifs (depuis 1990), son attention s'est quelque peu déplacée des sciences de la nature aux sciences humaines, en partie sous l'influence du travail de Michel Foucault. Celui-ci a toutefois exercé une influence sur Hacking dès Why Does Language Matter to Philosophy? et L'émergence de la probabilité (tous deux publiés en 1975). Dans ce dernier livre, Hacking propose que la césure entre les interprétations subjectiviste et fréquentiste des probabilités a émergé au début de l'ère moderne comme une « rupture » épistémologique impliquant deux modèles incompatibles de l'incertitude et la chance. Du point de vue historique, l'idée d'une rupture brutale a été critiquée mais la concurrence entre interprétations fréquentiste et subjectiviste reste actuelle.
L'approche de Foucault concernant les systèmes de savoir et de pouvoir se retrouve aussi dans le travail de Hacking sur la mutabilité historique des troubles psychiatriques et sur les fonctions institutionnelles du raisonnement statistique au dix-neuvième siècle. Il nomme son approche des sciences humaines « nominalisme dynamique » (ou « réalisme dialectique »), une approche historiciste du nominalisme qui trace au cours du temps les interactions mutuelles entre les phénomènes du monde humain et nos conceptions et classifications de ceux-ci.
Dans L’Âme réécrite, en développant une ontologie historique des troubles de la personnalité multiple, Hacking analyse la manière dont les gens sont affectés par la description qui est faite d'eux, ce qu'il appelle « effets en retour » (looping effect).
Dans Les fous voyageurs (1998), Ian Hacking fait un compte rendu historique des effets d'une maladie connue, à la fin des années 1890, sous le nom de « fugue ». Ces voyages obsessionnels, sans but, durant lesquels des individus errent pendant des centaines de kilomètres, jusqu'à en oublier parfois leur identité, sont décrits par Hacking comme des « maladies mentales transitoires ».

## Prix et distinctions
Ian Hacking a obtenu de nombreux prix et distinctions, notamment :
- 1986, bourse Killam.
- 2002, prix Killam.
- 2004, compagnon de l'Ordre du Canada.
- 2008, médaille d'or du CRSH.
- 2009, prix Holberg en Norvège[7],[8].
- 2014, prix Balzan[9].

## Publications
- The Emergence of Probability, Cambridge University Press, 2e éd., 2006  (ISBN 978-0521685573)
  - Traduction de la première édition, L’Émergence de la probabilité, Paris, Seuil, 2002  (ISBN 978-2020438599)
- Representing and Intervening: Introductory Topics in the Philosophy of Natural Science, Cambridge University Press, 1983,  (ISBN 978-0521282468)
  - Concevoir et expérimenter, Paris, Christian Bourgois, 1993  (ISBN 978-2267006674)
- The Taming of Chance, Cambridge University Press, 1990  (ISBN 978-0521388849)
- Le Plus pur nominalisme. L'énigme de Goodman: 'Vleu' et usages de 'Vleu', Combas, Éditions de l'Éclat, 1993  (ISBN 978-2905372826)
- Rewriting the Soul, Princeton University Press, 1998  (ISBN 978-0691059082)
  - L’Âme réécrite, Paris, les Empêcheurs de penser en rond, 2006  (ISBN 978-2846711470)
- The Social Construction of What?, Harvard University Press, 2000,  (ISBN 978-0674004122)
  - Entre science et réalité : La construction sociale de quoi ?, Paris, La Découverte, 2001  (ISBN 978-2707156402)
- An Introduction to Probability and Inductive Logic, New York, Cambridge University Press, 2001.  (ISBN 978-0521775014)
  - Adaptation française par Michel Dufour, L’Ouverture au probable, Paris, Armand Colin, 2004  (ISBN 978-2200265670)
- Mad Travelers: Reflections on the Reality of Transient Mental Illnesses, Harvard University Press, 2002  (ISBN 978-0674009547)
  - Les Fous voyageurs, Paris, Les Empêcheurs de penser en rond, 2002  (ISBN 978-2846710374)
- Historical Ontology, Harvard University Press, 2004  (ISBN 978-0674016071)
- Why Is There Philosophy of Mathematics At All?, Cambridge University Press, 2014  (ISBN 978-1107658158)
- HACKING, Ian, VAGELLI, Matteo, et al. Anthropologie philosophique et raison scientifique. Vrin, 2023.  (ISBN 978-2-7116-3029-5)